# 朝日酒造 (新潟県)
朝日酒造株式会社（あさひしゅぞう、英称：ASAHI-SHUZO SAKE BREWING CO., LTD.）は、新潟県長岡市に本社を置く  
、日本酒の蔵元である。
アサヒビールや全国各地にある同名の企業との関係はない。

## 歴史
- 1830年（天保元年） - 平沢興三郎が屋号「久保田屋」で酒造りを始める[2]。
- 1920年（大正9年） - 朝日酒造株式会社設立[2]。
- 1921年（大正10年） - 「朝日山正宗」発売[2]。
- 1985年（昭和60年） - 「久保田」発売[2]。
- 1986年（昭和61年） - 「越乃かぎろひ」発売。
- 1996年（平成8年） - 「越州朝日山」発売。
- 2004年（平成16年） - 新潟県中越地震で被災。
- 2020年（令和2年） - 「久保田」ブランドで初となるリキュールを発売[3]。

## 代表銘柄

### 久保田
- 萬寿【純米大吟醸】
- 碧寿【純米大吟醸　山廃仕込】
- 翠寿【大吟醸　生酒】※ 季節限定4～9月
- 紅寿【純米吟醸】
- 千寿【吟醸】
- 百寿【特別本醸造】

### 越州
- 禄乃越州【純米大吟醸】※ 季節限定4・10月
- 悟乃越州【純米吟醸】
- 参乃越州【特別純米酒】
- 弐乃越州【特別本醸造】
- 壱乃越州【本醸造】
- 越州桜日和【吟醸酒】※ 季節限定3･4月
- 越州夏ほのかうめ/ゆず ※6月
- 越州里紅葉※9月
- 越州雪げしき※12月

### 朝日山
- 萬寿盃【大吟醸】
- 千寿盃【本醸造】
- 百寿盃【普通酒】
- 朝日山生酒【生酒】

### 季節商品
- 元旦しぼり【原酒生酒】※ 1月
- 終売:選抜朝日山【大吟醸】※ 10月
- 得月【純米大吟醸】※ 9月
- 轍（わだち）【大吟醸熟成酒】※5月
- ゆく年くる年【吟醸】※ 11月
- 洗心【純米大吟醸】※ 3･6･9・11月

## かつて存在した銘柄

### 越乃かぎろひ
- 萬寿【純米大吟醸】※ 季節限定9～12月
- 千寿【特別純米酒】
- 百寿【純米酒】

## 会社所在地
- 関東支店：東京都豊島区東池袋1-32-6

## 朝日商事
朝日商事は朝日酒造の子会社で朝日酒造本社に併設する飲食店「あさひ山 蛍庵」やJR長岡駅ビル内の物販店を経営している。JR長岡駅ビル内の日本料理店「越後の蔵 和心づくし あさひ山」（1980年に前身店がオープンし、2009年の駅ビルレストラン街改装で店名を変更）及びJR新潟駅南口複合施設LEXN内の「佳肴」（2010年オープン）も経営していたが2店舗は2021年8月31日に閉店した。